# Wikipédia em árabe

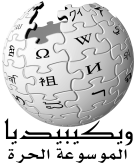
Logotipo da Wikipédia em árabe

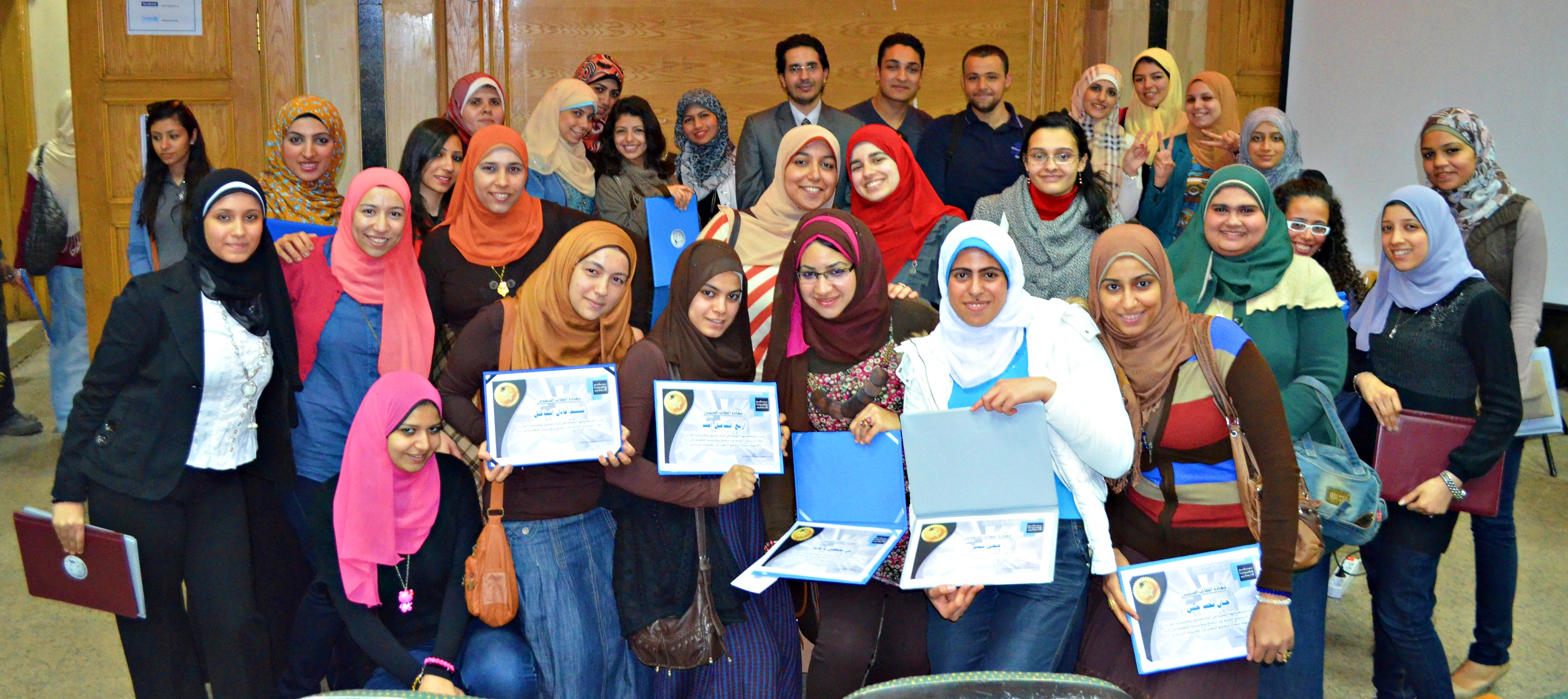
Encontro de wikipedistas no Egito, em 2013.

A Wikipédia em língua árabe  (em árabe: ويكيبيديا العربية) é a versão da Wikipédia escrita na língua árabe e todas as suas variantes e dialetos pelo mundo (são muitas as variedades, como o egípcio, sírio, libanês, sudanês, etc). Trata-se da 5ª língua mais falada do mundo (mais de 270 milhões de falantes), logo a Wikipédia árabe é bastante abragente. 
Atingiu em novembro de  2006 a marca de 20.000 artigos e lançou um emblema comemorativo. Em outubro de 2012 chegou a 200.000 artigos. É a 34ª maior Wikipédia em número de artigos e tem mais de 35.000 usuários.
Iniciou-se em julho de 2003. Seu “domínio” na Wikipédia é ar.
Diferencia-se da maioria das Wikipédias pelo fato de a grafia da língua árabe ser escrita da direita para esquerda (assim como o hebraico e algumas outras línguas). Isso chama muito a atenção de leigos e pessoas não acostumadas com tais línguas. Da mesma forma, por influência da cultura muçulmana (que condena o figurativismo na arte), o plano de fundo da Wikipédia árabe é composto por uma textura geométrica que lembra um arabesco, em vez do tradicional livro aberto que acompanha as outras Wikipédias.

## Cronologia
- Setembro de 2001: A Wikipédia em árabe é lançada.
- 25 de dezembro de 2005: 10.000 artigos com "Parotidite infecciosa" (نكاف).
- 31 de dezembro de 2007: 50.000 artigos com "Centro Médico da Universidade do Texas" (جامعة تكساس مدرسة الطب في هيوستن).
- 30 de agosto de 2008: 75.000 artigos com "Lista de desertos por área" (ترتيب الصحارى من حيث المساحة).
- 25 de maio de 2009: 100.000 artigos com "Universidade de Gabès" (المعهد العالي للفنون والحرف بقابس).
- 21 de outubro de 2012: 200.000 artigos com o nome de uma aldeia da República do Iêmen (الجوازع، إب).
- 6 de dezembro de 2013: 250.000 artigos com "Janet Gaynor" (جانيت جاينور).
- 12 de setembro de 2018: 600.000 artigos com "Darren Pratley" (دارين براتلي).

## Ligação externa
- Wikipédia em árabe – página principal